# 蛍光抗体法
蛍光抗体法（けいこうこうたいほう、英: Fluorescent labeled antibody method）は、蛍光色素によって標識した抗体を用いた組織切片の染色法（免疫染色法）の手法。

## 概要
蛍光色素で標識した抗体により、抗原抗体反応により抗原を検出、視覚化する方法で特異的な免疫反応を用いるので特異性に優れる。抗体が抗原上で認識する特定の領域をエピトープと呼称する。また蛍光色素は触媒する化学反応によって消費されず、分解能と信号雑音比が優れ、多重染色した場合でも識別性に優れ、蛍光顕微鏡や共焦点レーザー顕微鏡を使用することにより、従来の光学顕微鏡での検出限界以下の解像度に到達可能とされる。酵素抗体法と比較した場合、蛍光抗体法は酵素のように温度やpH値などの条件によって反応生成物の量が増減するというようなことが無いので抗原の量と蛍光量との相関は比較的良いと考えられる。
単なる抗原の所在の分布を可視化する目的としての染色の一手法としてだけではなく、本来の定量法よりも時間を要する手法であり、メチル化の進行度の分析に何らかの主観性があるため、DNAメチル化の進行度と所在の分布状況に関する知見を得るための半定量的な手法としても使用可能とされる。顕微鏡の限界の性能まで使うことも多く、レンズは油浸の高開口数(NA)のものを用いる。

## 原理
特定の抗原に対応する抗体に蛍光色素で標識付けする。抗原抗体反応により抗原の存在を検出、及び、分布状況を視覚化する。

### 使用する色素
- FITC (緑色)
- RITC (赤色)
- シアニン色素

他多数

## 種類
大きく分けて直接法と間接法に分類され、それぞれ一長一短がある。
直接法
蛍光を化学的に結合した単一の一次抗体を利用する。一次抗体は標的分子(抗原)の認識する特定の領域であるエピトープに結合する。これは、適応免疫を有する生物の免疫応答を操作するプロセスによって達成される。標識の蛍光色素は蛍光顕微鏡で検出可能で短波長の光によって励起されるとそれぞれの蛍光色素に固有の波長の光を放出する。
間接法
標識されていない一次抗体が標的分子(抗原)に特異的に結合して蛍光色素の標識付けされた二次抗体は一次抗体を認識して結合する。複数の二次抗体が単一の一次抗体に結合可能なのでそれにより抗原毎の蛍光色素の分子数を増加させることによって信号強度が高まる。この手法は直接法よりも複雑で時間を要するものの、さまざまな二次抗体および検出手法を所定の一次抗体に使用できるので柔軟性が高まる。

## 歴史
1950年代にアルバート・クーンズ達によって発表された。